# 四代香港人
《四代香港人》是香港社會學者呂大樂於2007年推出的一部著作，內容是將現時的香港人按出生年代分為四代並加以分析，藉此帶出現時香港社會世代輪替停滯的現象。
「四代香港人」分類如下：
- 第一代：1945年或之前出生的一代，經歷過戰爭
- 第二代：1946年至1965年出生的一代，適逢戰後嬰兒潮
- 第三代：1966年至1975年出生的一代
- 第四代：1976年至1990年出生的一代

## 外部連結
- 香港故事的悲劇結構（页面存档备份，存于）
- 梁文道:被誤讀的《四代香港人》